# Departamento de Arequipa (Confederación Perú-Boliviana)
Arequipa fue uno de los cinco departamentos que conformaban el Estado Sud-Peruano, perteneciente a la Confederación Perú-Boliviana.
Limitaba al norte con los departamentos de Cuzco, Ayacucho, Puno y Lima; del Estado Nor-Peruano, al oeste con el océano Pacífico, al este con el departamento de Puno y al sur con el departamento del Litoral.

## Historia
Arequipa envió diputados a la Asamblea de Sicuani de marzo de 1836, en donde fue redactada la Constitución del Estado Sud Peruano con la tutela del entonces político rebelde Nicolás Fernández de Piérola y Flores en plena guerra civil peruana desde 1835. La constitución proclamó el Estado Sud-Peruano y la alianza con las fuerzas bolivianas de ocupación para la creación de la Confederación Perú-Boliviana.
Con la victoria de Piérola, la Ley Fundamental de 1837 en Tacna, con aprobación del autoproclamado supremo protector Andrés de Santa Cruz, reconoció a Arequipa como un departamento fundador de la Confederación.
El Gobierno General de la Confederación minimizó la disputa territorial entre las entonces República Peruana y Bolivia.

## Organización
Arequipa estaba sujeto al Gobierno General, su gobernador era nombrado por el presidente del Estado, y este a su vez era nombrado por el supremo protector de turno. El gobernador estaba en la obligación de elegir representantes de su departamento para participar en las asambleas de Sicuani, que eran ordenadas por el presidente del Estado sud-peruano.

## Territorio
En lo que respecta a su territorio, Arequipa se encuentra dividido entre los modernos departamentos de Arequipa y Moquegua.